# Panamao
Panamao (Bayan ng Panamao) är en kommun i Filippinerna. Kommunen ligger på ön Suluöarna, och tillhör provinsen Sulu. Folkmängden uppgår till 35 906 invånare.

## Barangayer
Panamao är indelat i 31 barangayer.
| - Asin - Bakud - Bangday - Baunoh - Bitanag - Bud Seit - Bulangsi - Datag - Kamalig - Kan Asaali - Kan Ukol | - Kan-Dayok - Kan-Sipat - Kawasan - Kulay-kulay - Lakit - Lower Patibulan - Lunggang - Parang - Pugad Manaul - Puhagan | - Seit Higad - Seit Lake (Pob.) - Su-uh - Tabu Manuk - Tandu-tandu - Tayungan - Tinah - Tubig Gantang - Tubig Jati - Upper Patibulan |